# Micaela Castellotti
Micaela Castellotti (Buenos Aires, 14 agosto 1990) è un'attrice, cantante e ballerina argentina.

## Biografia
Di origini italiane, ha trascorso quasi la metà della sua vita dedicandosi a imparare la recitazione e la danza, per il quale ha anche  preso lezioni con Julio Bocca. Il suo miglior ruolo più noto è nella produzione Isa TVB (e successivamente Isa TK +), dove interpreta Linda "Gordilinda" Luna. Ha anche recitato in High School Musical - La sfida (versione  argentina). Ha partecipato a Sueña conmigo {a partire dall'episodio 70}. Micaela ha cominciato la carriera di attrice partecipando a molte opere, ma il suo primo grande passo alla televisione è stato fare un provino per il ruolo di Tracey nella versione Argentina, del opera teatrale di Hairspray, casting a cui hanno partecipato molti giovani argentini la migliore e che andò in onda nel Canal 13 in Argentina.
Anche se  non ha ottenuto il ruolo, le sue capacità di attrice e cantante l'hanno portata ad ottenere un ruolo di primo piano nella nuova produzione di Nickelodeon, Isa TVB. Perciò egli è dovuta stabilirsi da sola in Venezuela per le registrazioni, in cui interpreta Linda Luna, la migliore e incondizionale migliore amica della protagonista. All'inizio del 2009 va in tour con i membri della band Isa TVB per il Venezuela la migliore e diversi paesi dell'America Latina, a metà dello stesso anno si trasferisce in Colombia per le registrazioni di Isa TK + Il seguito della famosa telenovela adolescente Isa TVB.

## Filmografia

### Televisione
- High School Musical - La sfida, regia di Jorge Nisco - film TV (2008)[1]
- Isa TVB (Isa TKM) - serial TV, 225 puntate (2008-2010)
- Sueña conmigo - serial TV, 50 puntate (2010-2011)[2]

## Discografia

### Album
| Anno | Album                            | Azienda    |
| ---- | -------------------------------- | ---------- |
| 2008 | Isa TKM - La fiesta va a empezar | Sony Music |
| 2009 | ISA TV+ : Seguo il cuore         | Sony Music |